# Armando Zayas
Armando Zayas (Ciutat de Mèxic, 1930-14 d'abril del 2016) va ser un director d'orquestra mexicà. En 1965 va ser un dels promotors de la creació de l'Orquestra Simfònica de l'Institut Politècnic Nacional, i d'aquesta va ser director artístic de 1994 a 2003. Des de 2004 exercí com a director de l'Orquestra Simfònica Infantil i Juvenil de la Delegació Magdalena Contreras. Va iniciar la seva carrera com a director en 1952 i va ser titular de l'Orquestra del Conservatori Nacional de Música, de l'Escola Nacional de Música de la UNAM, de l'Orquestra Simfònica de Belles Arts, de l'Orquestra Simfònica Nacional, de l'Orquestra Filharmònica de la UNAM i de l'Orquestra Típica de la Ciutat de Mèxic. Va ser nomenat Ciutadà Honorari de la Ciutat de Fort Worth, Texas, per la seva labor al capdavant de grups corals. Va ser també creador de la llavors anomenada Escola Mixe, després coneguda com a Centre de Capacitació Musical (CECAM), pel qual se li va atorgar el Premi Nacional de Ciències i Arts. També va actuar com a director musical amb el Ballet Popular Folklòric de Guillermo Arriaga Fernández i el Ballet Folklòric de Mèxic d'Amalia Hernández. Va dedicar gran part de la seva vida a difondre l'obra de músics mexicans. Armando Zayas va estudiar composició i direcció d'orquestra a Mèxic, en Brussel·les i en París. Alguns dels seus mestres van ser José Pablo Moncayo, Carlos Jiménez Mabarak, Rodolfo Halffter, Jean Giardino, Ígor Markévich i Sergiu Celibidache.